# Toi8
Toi8 (* 8. Oktober 1976 in der Präfektur Kumamoto, Japan) ist ein japanischer Künstler. Er ist am bekanntesten für seine Arbeit an verschiedenen Animes wie .hack//The Movie, Maoyuu Maou Yuusha, und mehreren Videospielen, in denen er als Charakterdesigner tätig war, darunter Tokyo Mirage Sessions ♯FE und I Am Setsuna. Er ist auch der Illustrator der Lichtromanreihe My Daughter Left the Nest and Returned an S-Rank Adventurer.

## Biografie
Toi8 absolvierte das Yoyogi Animation College. Obwohl er etwa zwei Jahre lang als Hentai-Illustrator arbeitete, verließ er seine Firma nach etwa einem Jahr. Seitdem er von seinen eigenen Zeichnungen fasziniert war, wurde er freiberuflicher Illustrator. Sein Debüt als Illustrator gab er bei "Fancy Tokyo Hundred Scenery", das 2002 veröffentlicht wurde. Sein Künstlername leitet sich von seinem Geburtstag ab: 8. Oktober. Davor benutzte er das Pseudonym "Q8".